# The Most Extreme
The Most Extreme, conocido como Animal Planet al extremo en Hispanoamérica, es una serie perteneciente al género documental, desarrollada en Nueva Zelanda y transmitida originalmente en Animal Planet. Cada episodio se centra en un aspecto o habilidad  de los animales, tales como fuerza, velocidad, dieta, etc, y examina y clasifica diez animales que representan ejemplos extremos o inusuales de dicha característica. El programa presenta cada animal en una cuenta regresiva, siendo el número uno el animal que presenta de manera más significativa dicha cualidad, y por tanto el más extremo. De allí se atribuye el título del programa.
Junto con cada animal en la cuenta regresiva, el programa presenta un segmento de simulación que compara la capacidad del animal con su equivalente en los seres humanos, por ejemplo la distancia que salta una pulga, es varias veces su tamaño, y el equivalente de una persona que saltara el mismo número de veces su estatura, saltaría más de 100 metros. Posteriormente presentan un segmento donde se entrevistan personas que comparten un rasgo común con los animales, por ejemplo, en el episodio "Tiburones", el animal #1 fue el tiburón martillo, por sus extremos sentidos de  visión y olfato, puesto que son capaces de detectar voltajes tan pequeños como media milmillonésima de voltio. Esto se comparó con un grupo de hackers que trabajaban buscando débiles señales inalámbricas vulnerables, que podían ser atacadas por otros hackers. A menudo utilizan material de dominio público, como algunos dibujos animados y clips de películas.
La termita es el animal que más veces ha obtenido el puesto 1, y ha estado en el 12% de los conteos estando cuando menos 1 vez en el puesto 1 en cada temporada.

## Episodios

### Temporada 1

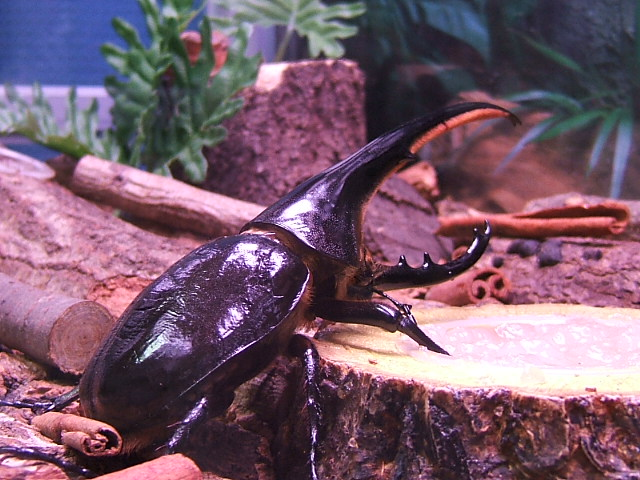
Como se muestra en el capítulo 11, los escarabajos rinoceronte pueden cargar hasta 850 veces su peso, equivalente a un hombre levantando un tanque.

| #  | Fecha de emisión original | Título         | Descripción general                                                                      | Animal número 1        |
| -- | ------------------------- | -------------- | ---------------------------------------------------------------------------------------- | ---------------------- |
| 1  | 7 de julio de 2002        | Saltadores     | Los saltos más largos, altos y rápidos.                                                  | Pulga                  |
| 2  | 14 de julio de 2002       | Gulas          | Los animales más glotones del mundo.                                                     | Oruga                  |
| 3  | 21 de julio de 2002       | Rápidos        | Los animales más veloces en tierra, aire y agua, incluyendo uno que es veloz para matar. | Escarabajo tigre       |
| 4  | 28 de julio de 2002       | Reproductores  | Reproducciones extremas por número de crías, tamaño y otros factores.                    | Tenia                  |
| 5  | 4 de agosto de 2002       | Tramposos      | Animales que engañan a otros de distintas formas.                                        | Cuco                   |
| 6  | 11 de agosto de 2002      | Sobrevivientes | Animales que sobreviven a las peores condiciones.                                        | Oso de agua            |
| 7  | 18 de agosto de 2002      | Luchadores     | Guerreros del reino animal.                                                              | Hormiga                |
| 8  | 25 de agosto de 2002      | Constructores  | Las construcciones más innovadoras del reino animal.                                     | Termita                |
| 9  | 8 de septiembre de 2002   | Aterradores    | Los animales que inspiran más terror en los humanos.                                     | Gusano parásito        |
| 10 | 27 de octubre de 2002     | Inteligentes   | Inteligencia en el reino animal.                                                         | Loro                   |
| 11 | 3 de noviembre de 2002    | Poderosos      | Los animales más fuertes del planeta.                                                    | Escarabajo rinoceronte |
| 12 | 10 de noviembre de 2002   | Amantes        | Los rituales de apareamiento más extremos.                                               | Araña de espalda roja  |
| 13 | 17 de noviembre de 2002   | Mordedores     | Las mordeduras más letales, temibles y extremas del mundo.                               | Tiburón cigarro        |

### Temporada 2

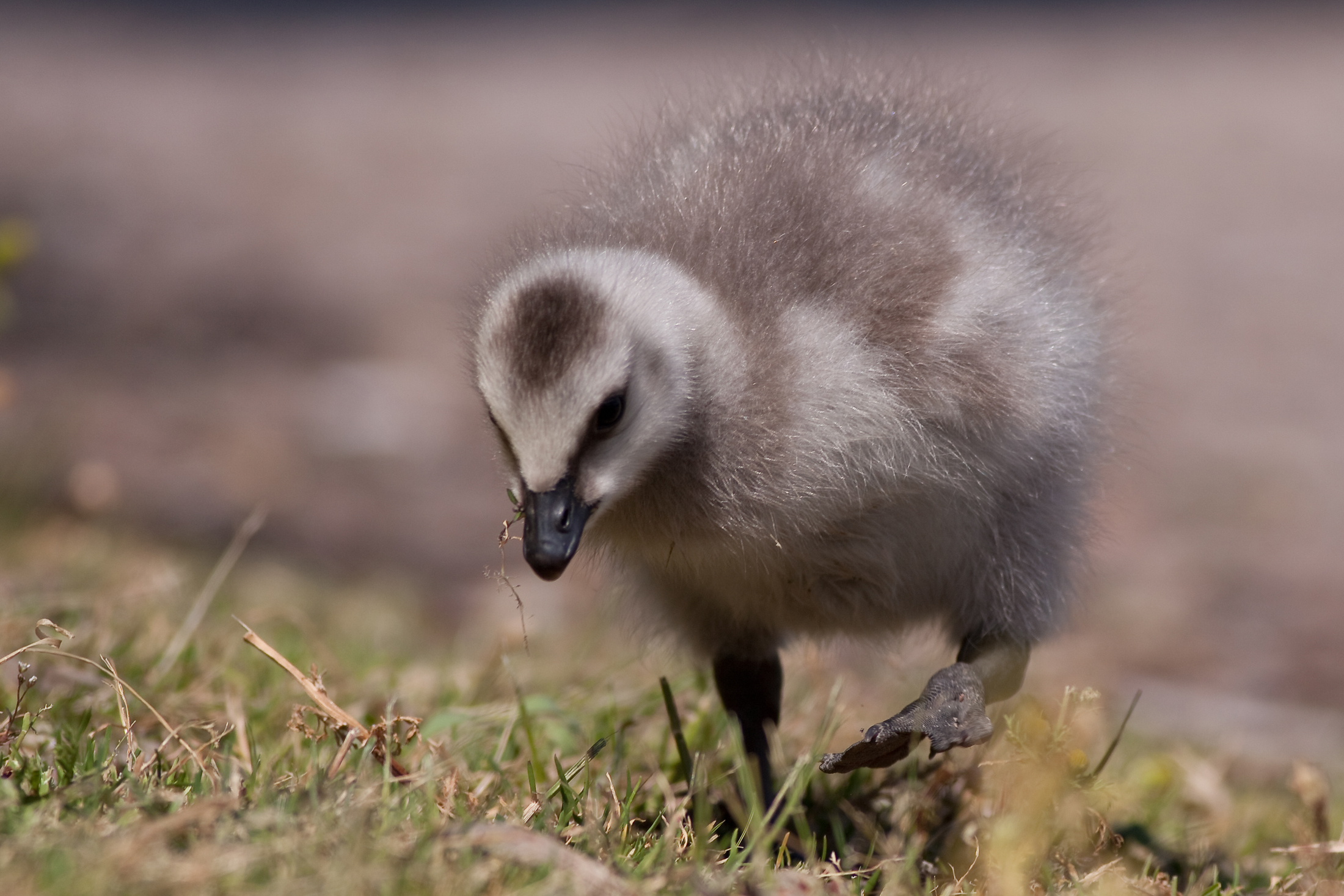
Como se muestra en el capítulo 24, los pichones de barnacla cariblanca se arrojan desde acantilados para alimentarse, saliendo ilesos en la mitad de los casos.

| #  | Fecha de emisión original | Título               | Descripción general | Animal número 1                           |
| -- | ------------------------- | -------------------- | --- | ----------------------------------------- |
| 14 | 11 de mayo de 2003        | Madres               | Las madres animales con los trabajos más duros e inusuales.                                                                  | Pulga de mar                              |
| 15 | 15 de junio de 2003       | Padres               | Padres animales que cuidan a sus crías de las formas más extremas.                                                           | Caballito de mar                          |
| 16 | 22 de junio de 2003       | Venenosos            | Las mordidas y picaduras venenosas más letales.                                                                              | Avispa de mar                             |
| 17 | 29 de junio de 2003       | Disfraces            | Expertos pretendiendo ser otros animales o cosas.                                                                            | Pulpo imitador                            |
| 18 | 13 de julio de 2003       | Enjambres            | Hordas compuestas por millones e incluso miles de millones de individuos                                                     | Hormiga argentina                         |
| 19 | 7 de septiembre de 2003   | Extremidades         | Animales con extremidades relativamente grandes.                                                                             | Jirafa                                    |
| 20 | 14 de septiembre de 2003  | Depredadores         | Depredadores que necesitan cazar con más regularidad para sobrevivir.                                                        | Musaraña                                  |
| 21 | 21 de septiembre de 2003  | Malolientes          | Los olores más desagradables del reino animal, incluyendo uno con hedor que mata.                                            | Zorrillo                                  |
| 22 | 28 de septiembre de 2003  | Sentidos             | Animales con gran capacidad de percibir el mundo con sus sentidos.                                                           | Tiburón                                   |
| 23 | 23 de noviembre de 2003   | Glotones             | Los animales con los menús más inusuales.                                                                                    | Buitre                                    |
| 24 | 30 de noviembre de 2003   | Proezas              | Animales que realizan proezas que ponen su vida en riesgo.                                                                   | Barnacla cariblanca                       |
| 25 | 7 de diciembre de 2003    | Defensores           | Los mecanismos defensivos más raros y eficientes.                                                                            | Abeja africana                            |
| 26 | 21 de diciembre de 2003   | Curiosidades         | Los animales con la apariencia más extraña.                                                                                  | Rape                                      |
| -  | 26 de diciembre de 2003   | Lo mejor de lo mejor | Examen retrospectivo de los animales número 1 de episodios anteriores, en una cuenta regresiva de los más extremos de ellos. | Tiburón cigarro (del capítulo Mordedores) |

### Temporada 3

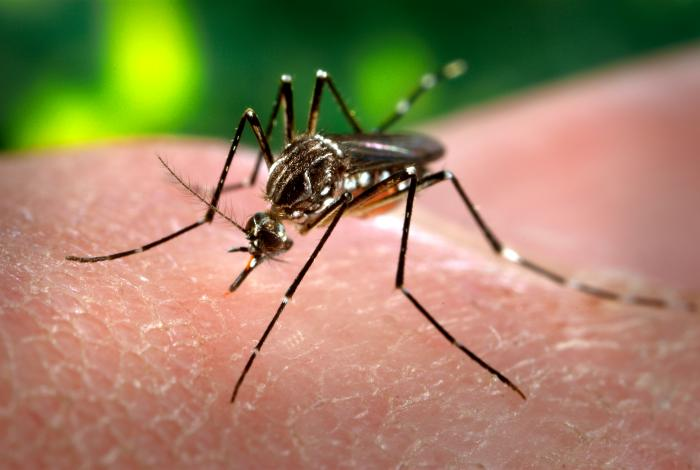
Varias especies de mosquito transmiten enfermedades mortales al picar a los humanos. En el episodio 36 se menciona que estos insectos matan 2.700.000 personas anualmente.

| #  | Fecha de emisión original | Título                    | Descripción general | Animal número 1                               |
| -- | ------------------------- | ------------------------- | --- | --------------------------------------------- |
| 27 | 3 de agosto de 2004       | Asquerosos                | Los animales con los hábitos más desagradables.                                                                        | Mosca                                         |
| 28 | 10 de agosto de 2004      | Diseñadores de interiores | Los animales arquitectos más extremos e innovadores.                                                                   | Termita                                       |
| 29 | 7 de septiembre de 2004   | Bebés resistentes         | Las crías más fuertes del reino animal.                                                                                | Tiburón arenero                               |
| 30 | 14 de septiembre de 2004  | Fiestas salvajes          | Las congregaciones más grandes de animales.                                                                            | Cangrejo rojo                                 |
| 31 | 21 de septiembre de 2004  | Mitos de monstruos        | La realidad acerca de los animales más temidos por el hombre.                                                          | Lobo                                          |
| 32 | 12 de octubre de 2004     | Felinos asesinos          | Los felinos con la mayor cantidad de presas.                                                                           | Gato doméstico                                |
| 33 | 19 de octubre de 2004     | Guerra de los sexos       | Los machos y las hembras de algunas especies tienen muy poco en común, y no siempre son buena compañía para los demás. | Lagarto cola de látigo                        |
| 34 | 23 de noviembre de 2004   | Bocones                   | Los animales con las bocas más grandes en proporción a su cuerpo.                                                      | Rana argentina de boca ancha                  |
| 35 | 30 de noviembre de 2004   | Serpientes mortíferas     | Las serpientes asesinas más letales para los seres humanos.                                                            | Cobra                                         |
| 36 | 14 de diciembre de 2004   | Los implacables           | Los animales con la mayor tasa de homicidios.                                                                          | Mosquito                                      |
| 37 | 8 de febrero de 2005      | Sanguijuelas              | Animales hematófagos que beben la mayor cantidad de sangre.                                                            | Garrapata                                     |
| 38 | 15 de febrero de 2005     | Tiburones supremos        | Los tiburones con la capacidad sensorial más avanzada.                                                                 | Tiburón martillo                              |
| 39 | 22 de febrero de 2005     | Tóxicos                   | Las defensas químicas más letales del reino animal.                                                                    | Rana dardo venenosa                           |
| 40 | 1 de marzo de 2005        | Perros                    | Las razas de perro que más difieren de su ancestro, el lobo.                                                           | Chihuahua                                     |
| 41 | 8 de marzo de 2005        | Dueños del mundo          | Las especies invasoras que han colonizado la mayor cantidad de países.                                                 | Cucaracha                                     |
| 42 | 15 de marzo de 2005       | Amor, loco amor           | Las formas más inusuales de atraer al sexo opuesto.                                                                    | Elefante                                      |
| 43 | 27 de abril de 2005       | Atletas                   | Los animales más atléticos en comparación con los humanos.                                                             | Gaviotín ártico                               |
| 44 | 4 de mayo de 2005         | Parejas disparejas        | Las alianzas animales más curiosas.                                                                                    | Tiburón de Groenlandia / Ommatokoita elongata |
| 45 | 25 de mayo de 2005        | Buscapleitos              | Los animales que causan los problemas más costosos para los humanos.                                                   | Termita                                       |
| 46 | 1 de junio de 2005        | Locomoción                | Las formas más extraordinarias de moverse con el menor número de miembros.                                             | Vieira                                        |

### Temporada 4

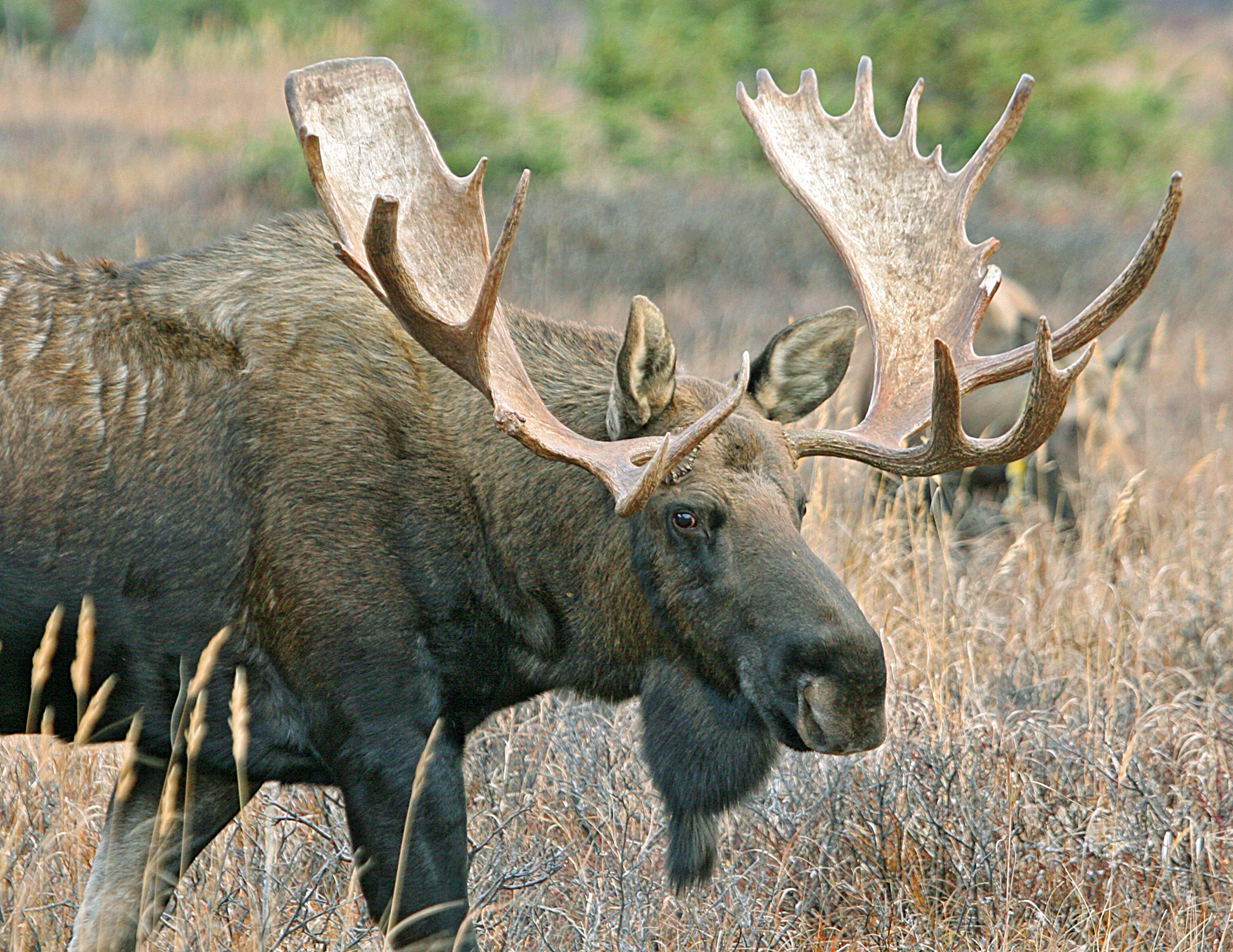
Algunos ciervos, como el alce, usan sus astas para luchar con otros machos. A veces sus cornamentas quedan atascadas entre sí, lo cual les impide alimentarse y mueren de inanición, como se mostró en el capítulo 54.

| #  | Fecha de emisión original | Título                 | Descripción general                                                                       | Animal número 1   |
| -- | ------------------------- | ---------------------- | ----------------------------------------------------------------------------------------- | ----------------- |
| 47 | 25 de octubre de 2005     | Rabietas               | Los animales con los peores temperamentos del mundo.                                      | Elefante          |
| 48 | 1 de noviembre de 2005    | Muertos vivientes      | Animales vivos que aparentan estar muertos.                                               | Oso de agua       |
| 49 | 8 de noviembre de 2005    | Viaje al fondo del mar | Animales que pueden alcanzar mayor profundidad al bucear y por más tiempo.                | Cachalote         |
| 50 | 29 de noviembre de 2005   | Dietas                 | Animales que pueden comer mucho sin ganar peso o que pueden pasar mucho tiempo sin comer. | Garrapata         |
| 51 | 24 de enero de 2006       | Escandalosos           | Los animales más ruidosos del mundo.                                                      | Camarón pistola   |
| 52 | 2 de febrero de 2006      | Apéndices              | Los apéndices más raros del reino animal.                                                 | Rape              |
| 53 | 7 de marzo de 2006        | Transformistas         | Animales que son capaces de alterar su apariencia o convertirse en otro animal diferente  | Ribeiroia         |
| 54 | 14 de marzo de 2006       | Moda fatal             | Animales cuya apariencia los puede meter en graves problemas.                             | Ciervo            |
| 55 | 21 de marzo de 2006       | Picaros urbanos        | Animales que se adaptaron a vivir en las ciudades.                                        | Macaco            |
| 56 | 28 de marzo de 2006       | Adictos al trabajo     | Los animales que trabajan más duro y por más tiempo.                                      | Abeja melífera    |
| 57 | 25 de abril de 2006       | Babosos                | Los animales que encontraron la mayor cantidad de usos para la baba y la mucosidad.       | Babosa amarilla   |
| 58 | 2 de mayo de 2006         | Mitos                  | Los mitos sobre animales más extendidos.                                                  | Lemming           |
| 59 | 6 de junio de 2006        | Gastrónomos            | Animales que dedican tiempo a la preparación de sus alimentos.                            | Abeja melífera    |
| 60 | 13 de junio de 2006       | Excavadores            | Animales que crean las mayores excavaciones del mundo.                                    | Termita           |
| 61 | 20 de junio de 2006       | Armas insólitas        | Animales con los mecanismos de ataque y defensa más extraordinarios.                      | Anguila eléctrica |
| 62 | 26 de septiembre de 2006  | Limpiadores            | Animales que dedican tiempo a la limpieza.                                                | Macaco japonés    |
| 63 | 3 de octubre de 2006      | Piratas                | Animales que actúan como piratas al robar a otros animales.                               | Hormiga amazona   |
| 64 | 10 de octubre de 2006     | Jardineros             | Animales que tienen un impacto importante en el crecimiento de las plantas.               | Hormiga del limón |
| 65 | 17 de octubre de 2006     | Oportunistas           | Animales que obtienen beneficios al aprovecharse de otros.                                | Tenia             |
| 66 | 24 de octubre de 2006     | Antepasados terribles  | Criaturas prehistóricas que son considerablemente más grandes que sus parientes modernos. | Megatherium       |

### Temporada 5

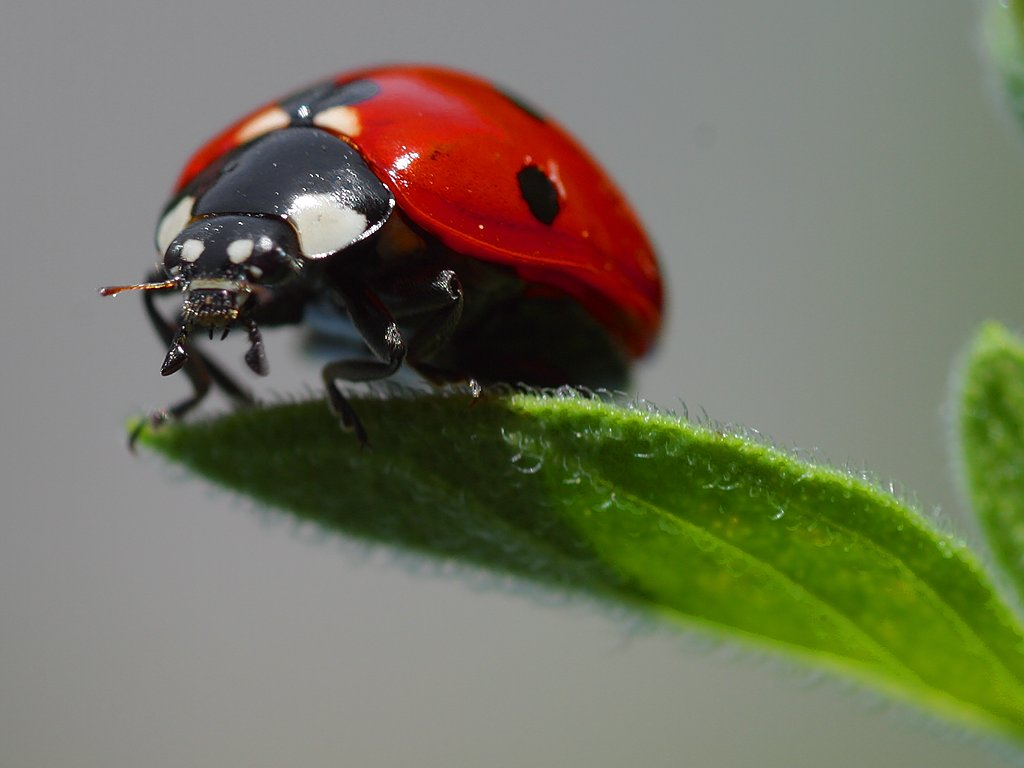
Como se muestra en el episodio 75, las mariquitas son capaces de predecir el clima invernal con seis meses de anticipación, pero no se sabe cómo pueden hacerlo.

| #  | Fecha de emisión original | Título                 | Descripción general                                                         | Animal número 1     |
| -- | ------------------------- | ---------------------- | --------------------------------------------------------------------------- | ------------------- |
| 67 | 24 de abril de 2007       | Inventores             | Características innovadoras de animales que inspiraron a los seres humanos. | Rana silvática      |
| 68 | 1 de mayo de 2007         | Luces nocturnas        | Los animales más brillantes del mundo.                                      | Rape                |
| 69 | 8 de mayo de 2007         | Líderes                | Los animales con el mayor número de seguidores.                             | Termita             |
| 70 | 15 de mayo de 2007        | Médicos                | Los animales con las formas más extraordinarias de curarse.                 | Axolote             |
| 71 | 22 de mayo de 2007        | Aviadores              | Animales con formas asombrosas para desplazarse por los aires.              | Araña               |
| 72 | 5 de junio de 2007        | Recolectores           | Los animales que recolectan la mayor cantidad de objetos.                   | Rata comerciante    |
| 73 | 12 de junio de 2007       | Usurpadores            | Animales que secuestran a otros o toman el control de su cuerpo.            | Toxoplasma          |
| 74 | 19 de junio de 2007       | Herramientas           | Los animales que hacen uso del mayor número de herramientas.                | Chimpancé           |
| 75 | 26 de junio de 2007       | Fenómenos paranormales | Animales con la capacidad para predecir futuros eventos naturales.          | Mariquita           |
| 76 | 3 de julio de 2007        | Trabajos sucios        | Los animales con los trabajos más desagradables.                            | Escarabajo pelotero |